# Spencerville (Maryland)
Pour les articles homonymes, voir Spencerville.
 (juillet 2025).
Spencerville est une census-designated place située dans le comté de Montgomery, dans l’État du Maryland, aux États-Unis. Lors du recensement de 2020, elle comptait 1 812 habitants.